# Jebal Barez

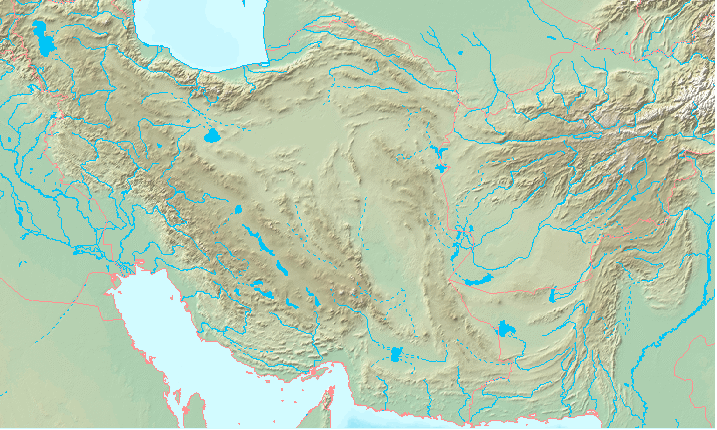
Mapa topográfico de la Meseta iraní. Mapa topográfico de la meseta iraní que enlaza Anatolia en el oeste con el Hindu Kush y el Himalaya en el Este.

El Jebal Barez es una sierra sita en la provincia iraní de Kermán. Tiene unos cien kilómetros de largo y una orientación noroeste-sureste, paralela al Halil Rud. Se halla al noreste de Jiroft y al suroeste de Bam. Su pico más alto alcanza los 3750 m. Forma parte de una cordillera que se prolonga por el sureste en los montes Shahsavaran y Hudian. Separa la llanura de Hamun-e Jaz Murian de la de Namakzar-e Shahdad y del desierto de Lut.

## Etimología
La raíz del nombre de esta sierra es idéntica a la del Elburz del norte de Irán y a la del Elbrús caucásico; los tres derivan de un término del persa antiguo *harā brzatī, cognado con avéstico harā bərəzaitī, que significa «atalaya». La forma más correcta del nombre de la sierra es Albarez. Parece ser que los pueblos iranios antiguos daban este nombre a la cima más alta de la región en la que habitaban (de la misma manera que los turcos llamaban a las cumbres de sus tierras «qaradağ» o «karadag», donde qara/kara significa «grande», además de «negro»). De hecho, la parte norte del Hindú Kush cerca de Balj y Mazar-e Sarif se conocía también como montes Alburz hasta principios del siglo XX, como reflejaron algunos viajeros británicos como Alexander Burnes.

## Geología
Está formada principalmente de rocas plutónicas del Eoceno. Es parte de la Cordillera Central Iraní, y de la franja volcánica Sahand-Bazmán, surgida del vulcanismo y plutonismo del Eoceno. Abarca aproximadamente desde el volcán de Sahand en el noroeste de Irán al de Bazmán en el sureste del país.